# Potenziale efficace
Il potenziale efficace è un'espressione matematica che include il momento angolare nell'energia potenziale di un sistema dinamico. È usato comunemente nel calcolo delle orbite di pianeti (sia nella meccanica newtoniana sia in quella relativistica), il potenziale efficace permette di ridurre le dimensioni del problema.

## Descrizione
Un modo di pensare questo concetto è in termini di energia cinetica minima richiesta da un oggetto per uscire da un campo gravitazionale. Per un oggetto stazionario, l'energia minima equivale all'energia potenziale dell'oggetto, ma un corpo orbitante ha già una certa quantità di energia cinetica. Quindi l'energia minima che dovrebbe acquisire il corpo per uscire da questo campo è minore. 
Per esempio, si consideri una particella di massa m orbitante attorno ad un oggetto più pesante di massa M. Assumendo che possa essere usata la meccanica newtoniana, e che il moto della massa maggiore sia trascurabile, allora la conservazione dell'energia e del momento angolare dà due costanti E e L, che valgono
{\displaystyle E={\frac {1}{2}}m({\dot {r}}^{2}+r^{2}{\dot {\theta }}^{2})-{\frac {GmM}{r}},}
{\displaystyle L=mrv_{\theta }=mr^{2}{\dot {\theta }}}
dove
{\displaystyle v_{\theta }} è la componente della velocità perpendicolare al raggio r
r è la distanza fra le due masse,
{\displaystyle {\dot {r}}} è la derivata di r rispetto al tempo,
{\displaystyle {\dot {\theta }}} è la velocità angolare della massa m,
G è la costante gravitazionale,
E è l'energia totale,
L è il momento angolare,
{\displaystyle E_{cin}} è l'energia cinetica di traslazione: {\displaystyle E_{cin}={\frac {1}{2}}m{\dot {r}}^{2}}
Sono necessarie solo due variabili, dato che il moto avviene su un piano. Sostituendo la seconda espressione nella prima e riordinando si ottiene
{\displaystyle E_{cin}=E-{\frac {1}{2}}mr^{2}{\dot {\theta }}^{2}+{\frac {GmM}{r}}=E-({\frac {L^{2}}{2mr^{2}}}-{\frac {GmM}{r}})}
{\displaystyle E_{cin}=E-V_{E}(r)}
dove
{\displaystyle V_{E}(r)={\frac {L^{2}}{2mr^{2}}}-{\frac {GmM}{r}}}
è il potenziale efficace. Come è evidente dall'equazione qui sopra, l'originario problema in due variabili si è ridotto ad un problema con una variabile. Per molte applicazioni, l'effettivo potenziale può essere considerato esattamente come l'energia potenziale di un sistema unidimensionale: per esempio, un diagramma dell'energia usando il potenziale effettivo determina punti di rotazione e luoghi di equilibrio stabile e instabile.
Un simile metodo può essere usato in altre applicazioni.